# M104 155mm砲弾
M104 155mm砲弾(M104 155mmほうだん、M104 155mm Projectile)は、アメリカ軍が採用していた化学兵器。
既存の155mm榴弾を改設計した化学兵器砲弾であり、鉄製の外殻を有し、砲弾内にマスタード剤(H/HD)を11.7ポンド (5.3 kg)/1.1米ガロン (4.2 l)充填している。先端部はねじ込み式になっており、信管または移送用の取っ手をねじ込むことができる。弾芯には、炸薬としてテトリトールが棒状に設けられている。第二次世界大戦時には配備されており、1944年のアメリカ軍のマニュアルには、マスタード剤の他に発煙剤（FSやWP）を充填したタイプの記載もある。

## 要目
- 全長：26.8インチ (68 cm)[1]
- 直径：155mm[1]
- 重量：95ポンド (43 kg)[1]